# Kirill (patriarcha moskevský)
Patriarcha Kirill, světským jménem Vladimir Michajlovič Gunďajev (* 20. listopadu 1946 Leningrad) je ruský náboženský činitel, biskup Ruské pravoslavné církve, od 1. února 2009 patriarcha moskevský a veškeré Rusi, nejvyšší představitel Ruské pravoslavné církve, úřadující archijerej moskevské eparchie. Za doby Sovětského svazu byl spolupracovníkem KGB s krycím jménem Michajlov.
Do zvolení patriarchou byl metropolitou smolenským a kaliningradským (na smolenské katedře od 26. prosince 1984); od 14. listopadu 1989 do 1. února 2009 nejvyšší představitel synodálního Oddělení vnějších církevních vztahů (OVCS) a stálý člen Svatého synodu. 27. ledna 2009 byl Místním sněmem Ruské pravoslavné církve zvolen za patriarchu moskevského a veškeré Rusi.
Je dlouholetým spojencem Vladimira Putina a jeho režimu, aktivně podporuje ruskou invazi na Ukrajinu. Za svou podporu invaze je na sankčních seznamech Austrálie, České republiky, Kanady, Spojeného království a Ukrajiny.

## Původ a vzdělání
Patriarcha Kirill se narodil 20. listopadu 1946 v Leningradě v rodině hlavního mechanika leningradského závodu M. I. Kalinina (později pravoslavného kněze).
Podle některých údajů je etnický Mordvinec. Je známo, že Kirillovi předci z otcovy strany pocházeli ze vsi Obročnoje (dnes Ičalkovský okres) a příjmení Gunďajev je mordvinského původu – kromě toho patriarcha ve svých rozhovorech často nazýval Mordvinsko svou malou vlastí.
O svém dědovi z otcovy strany vyprávěl: „Můj děda byl pozoruhodný člověk. Prošel čtyřicet sedm vězení a sedm vyhnanství, byl vězněn téměř třicet let a byl jedním z prvních vězňů na Solovkách. Pracoval jako strojvedoucí na železnici do Kazaně a seděl jen proto, že bojoval proti „obrodnému hnutí“, jež bylo svého času inspirováno Čekou a poté NKVD za účelem likvidace církve.“
Otec byl kněz Michail Vasiljevič Gunďajev (18. ledna 1907 – 13. října 1974). Roku 1926 nastoupil na Vyšší teologické kurzy v Leningradě, po jejichž absolvování se „dostal do hledáčku orgánů státní bezpečnosti“, sloužil dva roky v Rudé armádě, roku 1933 absolvoval strojní průmyslovku a nastoupil na Leningradskou průmyslovou vysokou školu. Brzy však byl zatčen, obviněn z politické neloajality a 25. února 1934 odsouzen na tři roky do nápravných pracovních táborů na Kolymě. 9. března 1947 byl vysvěcen na diákona, 16. března téhož roku pak byl metropolitou leningradským Grigorijem (Čukovem) vysvěcen na jereje chrámu Smolenské ikony Bohorodičky na Vasiljevském ostrově. Od roku 1951 působil při chrámu Proměnění Páně, kde záhy začal plnit povinnosti pomocníka představeného pro bohoslužby. Roku 1960 byl ustanoven představeným chrámu Alexandra Něvského v Krasném Sele, poté Serafimovského chrámu a roku 1972 představeného chrámu sv. Mikuláše na Velké Ochtě.
Matka Raisa Vladimirovna Gunďajevová (7. listopadu 1909 – 2. listopadu 1984, rodným jménem Kučinová) pracovala jako učitelka němčiny. Oba rodiče jsou pohřbeni na Bolšeochtinském hřbitově v Petrohradě.
Jeho starší bratr, protojerej Nikolaj Gunďajev, byl profesorem Petrohradské duchovní akademie, představený chrámu Proměnění Páně v Petrohradu. Mladší sestra Jelena je ředitelkou pravoslavného gymnázia.
Po absolvování 8. třídy střední školy nastoupil do Leningradské komplexní geologické expedice Severozápadního geologického směru, kde pracoval od roku 1962 do roku 1965 jako technik-kartograf a spojoval práci se studiem na střední škole. Roku 1965 nastoupil do Leningradského duchovního semináře a poté na Leningradskou duchovní akademii. Na žádost metropolity leningradského Nikodima (Rotova) absolvoval dva ročníky během jednoho roku.

## Kněžství, počátek církevní činnosti
Dne 3. dubna 1969 byl metropolitou leningradským a novgorodským Nikodimem (Rotovem) postřižen na mnicha a přijal mnišské jméno Kirill. 7. dubna téhož roku byl týmž metropolitou vysvěcen na hierodiakona a 1. června na hieromonacha. Roku 1970 absolvoval s vyznamenáním Leningradskou duchovní akademii s titulem kandidáta bohosloví (disertace na téma „Formování a vývoj církevní hierarchie a učení pravoslavné církve o milosti“), zůstal zde jako profesorský stipendista, vyučoval dogmatickou teologii a pracoval jako pomocník inspektora. Od 30. srpna 1970 pracoval jako osobní tajemník metropolity leningradského Nikodima (Rotova). 12. září 1971 byl zvolen archimandritou. Od roku 1971 představitel Moskevského patriarchátu při Světové radě církví v Ženevě.
Dne 26. prosince 1974 se ve věku 28 let stal rektorem Leningradské duchovní akademie a Leningradského duchovního semináře, kde vytvořil zvláštní regentskou třídu pro dívky a kde se rovněž zabýval výukou tělesné výchovy. Od 7. června 1975 předseda eparchiální rady Leningradské metropolie. Od prosince 1975 člen ústředního výboru a výkonného výboru Světové rady církví, od roku 1975 člen komise Víra a řád Světové rady církví, od 3. března 1976 člen Synodální komise pro otázky křesťanské jednoty a mezicírkevních vztahů.

## Biskupství
Dne 14. března 1976 vysvěcen na biskupa vyborského, vikáře leningradské eparchie. Chirotonii v chrámu sv. Trojice kláštera sv. Alexandra Něvského vykonali metropolité: leningradský Nikodim (Rotov), kyjevský Filaret (Denysenko), tulský Juvenalij (Pojarkov), arcibiskup dmitrovský Vladimir (Sabodan), biskupové penzenský Melchisedek (Lebeděv), tichvinský Meliton (Solovjov), kurský Chrizostom (Martiškin). Od listopadu 1976 do října 1978 působil jako zástupce patriaršího exarchy západní Evropy metropolity Nikodima (Rotova). 9. září 1977 vysvěcen na arcibiskupa.
Dne 12. října 1978 zproštěn funkce zástupce patriaršího exarchy západní Evropy a jmenován správcem ruských pravoslavných farností ve Finsku. Téhož roku byl jmenován zástupcem předsedy Oddělení vnějších církevních vztahů.
Od roku 1983 přednášel v rámci aspirantury na Moskevské duchovní akademii. Od 26. prosince 1984 arcibiskup smolenský a vjazemský, zbaven funkce rektora Leningradské duchovní akademie a semináře. Přeložení na provinční katedru sám podle některých zdrojů vysvětluje tím, že odmítl hlasovat roku 1980 proti rezoluci ústředního výboru Světové rady církví, jež odsoudila invazi sovětských vojsk do Afghánistánu, a také dalšími protináboženskými motivy sovětských úřadů. V dubnu 1989 byl jeho titul změněn na „smolenský a kaliningradský“.
Dne 14. listopadu 1989 byl jmenován předsedou Oddělení vnějších církevních vztahů Moskevského patriarchátu, stálým členem Svatého synodu. Od roku 1990 předseda komise Svatého synodu pro obnovu nábožensko-morální výchovy a filantropie, člen Synodální biblické komise. 25. února 1991 vysvěcen na metropolitu.
Od roku 1993 spolupředseda, od roku 1995 zástupce nejvyššího představitele Celosvětového ruského národního církevního sněmu. Od 1994 prezident honoris causa Světové konference Náboženství a mír. Od 26. února 1994 člen Synodální teologické komise. Od roku 1994 vede duchovně-osvětový program Slovo pastýře na Prvním kanále ruské televize.
V letech 1995–2000 předseda Synodální pracovní komise pro vypracování koncepce Ruské pravoslavné církve k otázkám vztahu státu a církve a problémům současné společnosti. Pod jeho vedením byly vypracovány Základy sociální koncepce Ruské pravoslavné církve, přijaté roku 2000 Jubilejním arcijerejským sněmem.

## Patriarší zástupce
Dne 6. prosince 2008, druhý den po smrti patriarchy Alexije II., byl na zasedání Svatého synodu pod předsednictvím metropolity petrohradského a ladožského Vladimira (Kotljarova) tajným hlasováním zvolen na patriarší stolec.
Téhož dne po ukončení celonoční vigilie v moskevském chrámu Krista Spasitele sloužil spolu s arcijereji – stálými členy Svatého synodu – panychidu za patriarchu Alexije II.
Dne 10. prosince 2008 stanul v čele Svatým synodem Ruské pravoslavné církve vytvořené komise RPC pro přípravu arcijerejského a místního církevního sněmu, jež byly stanoveny na konec ledna 2009. Členy se stalo 17 arcijerejů, 10 kleriků a dva laici. 29. prosince 2008 v odpovědi na otázku novinářů v Moskvě prohlásil, že se staví „kategoricky proti jakýmkoli reformám“ v církvi. 30. prosince 2008 na setkání se studenty Sretěnské duchovní akademie (Sretěnský klášter) vyjádřil myšlenku, že obrovský problém církevního života před revolucí spočíval v tom, že se nepodařilo vytvořit silnou pravoslavnou inteligenci, o níž snil Antonij (Chrapovickij), později moskevským patriarchátem zakázaný nejvyšší hierarcha Ruské pravoslavné církve v zahraničí. Dne 15. ledna 2009 se konala nominace delegátů na Místní církevní sněm, stanovený na konec ledna téhož roku, seznam kandidátů byl diskutován v médiích.

## Zvolení do funkce patriarchy

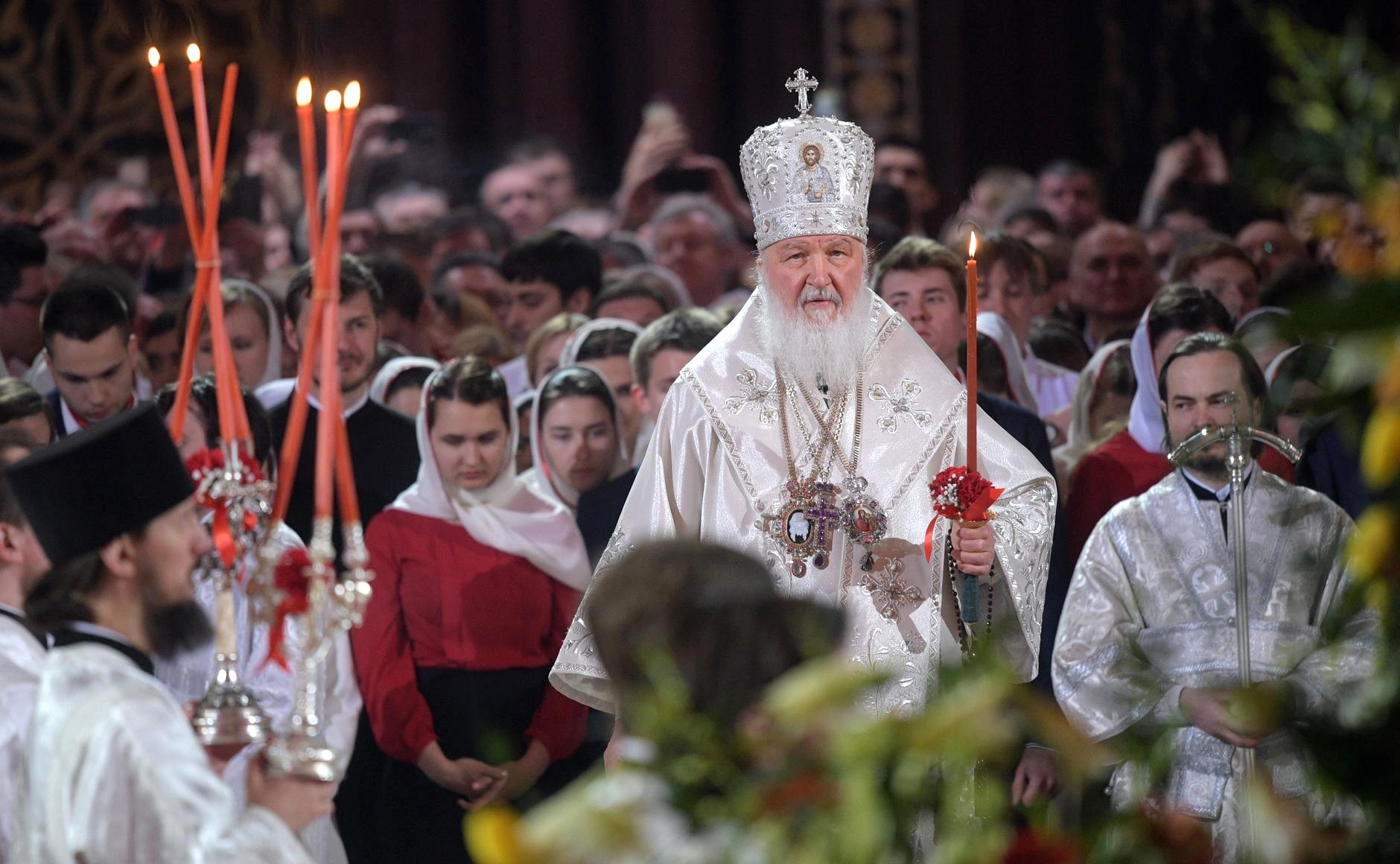
Patriarcha Kirill slouží velikonoční liturgii v moskevské katedrále Krista Spasitele (2017)

25. ledna 2009 Arcijerejský sněm Ruské pravoslavné církve v Moskvě, konaný pod jeho předsednictvím, zvolil Kirilla za jednoho ze tří kandidátů na post moskevského patriarchy: získal 97 ze 197 platných hlasů. 32 účastníků sněmu hlasovalo pro metropolitu kalužského a borovského Klimenta, 16 pak za metropolitu minského a sluckého Filareta (Vachromejeva).
Dne 27. ledna 2009 byl Místním sněmem Ruské pravoslavné církve zvolen za patriarchu moskevského a veškeré Rusi. Získal 508 hlasů ze 677, tj. 75 %.
28. ledna telegramem blahopřál zvolenému patriarchovi papež Benedikt XVI. Blahopřání novému nejvyššímu představiteli Ruské pravoslavné církve adresovali rovněž mnozí náboženští i političtí lídři z celého světa.
Dne 1. února 2009 se konala intronizace metropolity Kirilla během liturgie v chrámu Krista Spasitele. Účastnil se jí patriarcha alexandrijský Theodoros II., jenž Kirilla pozdravil v ruštině, a také nejvyšší představitelé některých autokefálních církví: arcibiskup albánský Anastasius, metropolita všeho Polska Sawa, metropolita Českých zemí a Slovenska Kryštof.

## Patriarcha moskevský

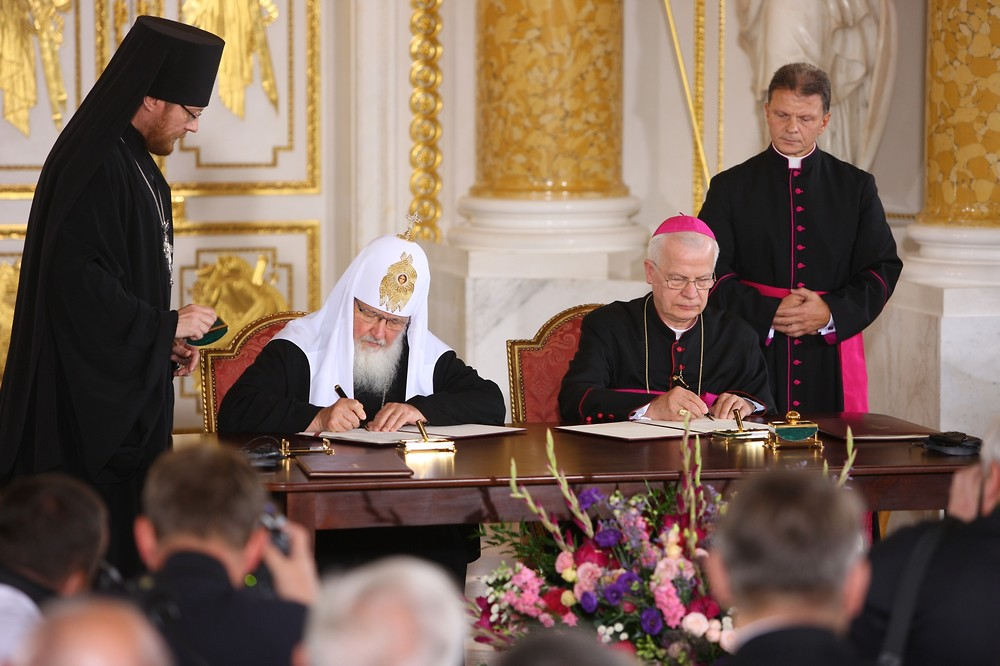
Kirill a polský arcibiskup Józef Michalik ve Varšavě v Polsku

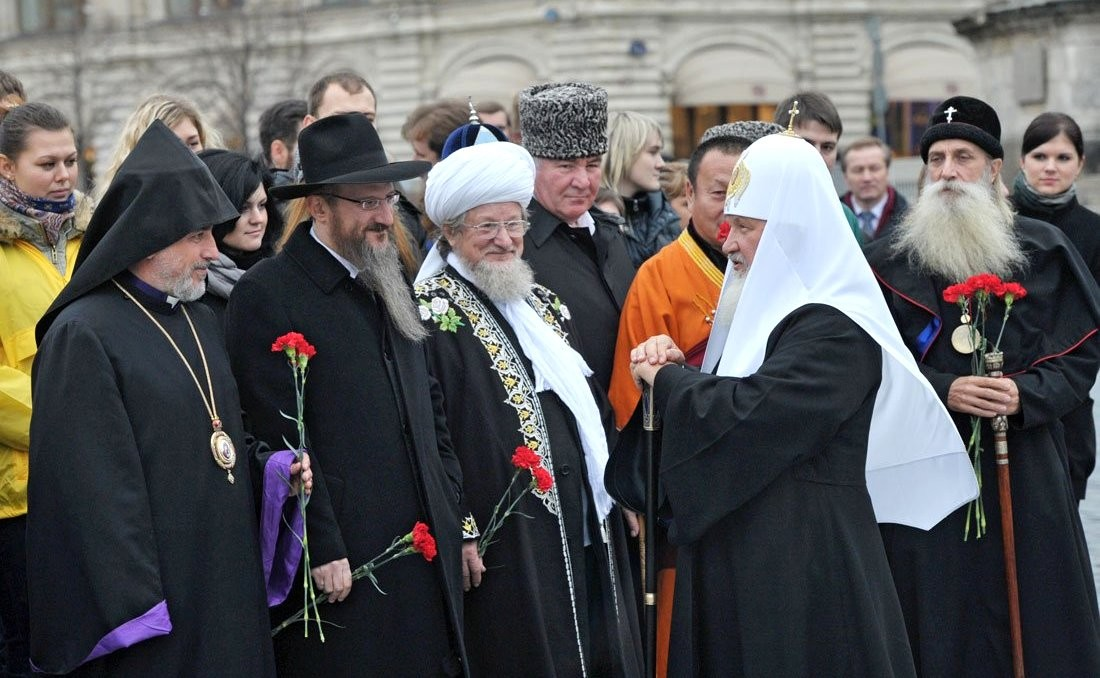
Setkání patriarchy Kirilla s ostatními ruskými náboženskými vůdci

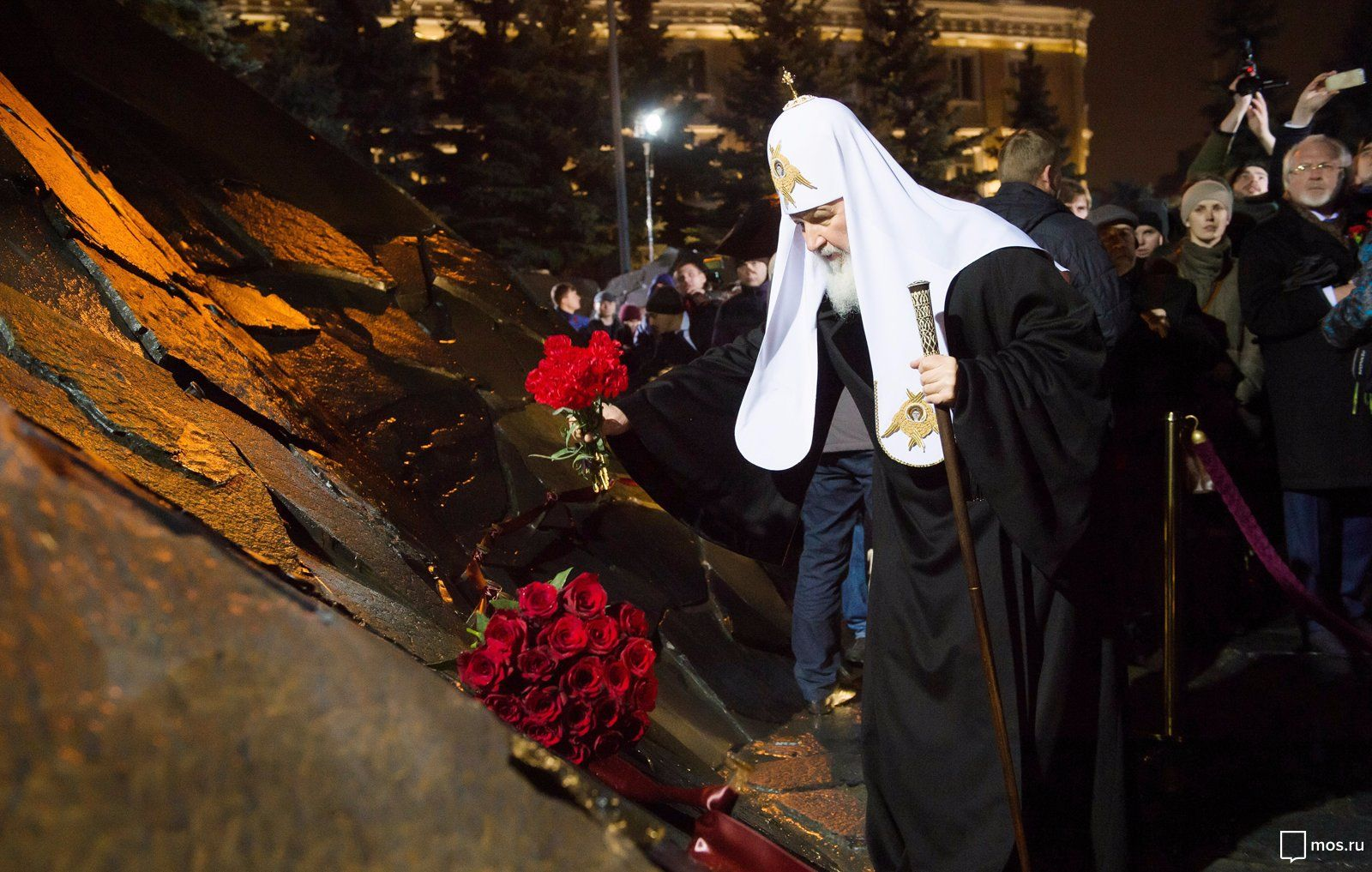
Patriarcha Kirill v Moskvě v říjnu 2017 u památníku obětem stalinských represí

Dne 2. února 2009 ve Velkém kremelském paláci prezident Ruska D. Medveděv přijal na oficiálním banketu arcijereje Ruské pravoslavné církve. Předtím patriarcha Kirill ve svém projevu hovořil o„ symfonii“ jako své ideální představě o vztazích mezi církví a státem.
Dne 6. února 2009 patriarcha Kirill slavnostně otevřel dvě patriarší rezidence v Moskvě: v Danilovském klášteře a v Čistém pereulku. První návštěvu ve funkci nejvyššího představitele Ruské pravoslavné církve vykonal ve dnech 7.–9. února, a to do Smolenské eparchie. První pracovní schůzka s představitelem federálních úřadů zastávajícím státní funkci v ruské federaci se konala 12. února 2009 v pracovní rezidenci, a to s tajemníkem Rady bezpečnosti Ruské federace N. P. Patruševem.
Dne 8. března 2009 během Týdne pravoslaví ve svém kázání po bohoslužbě prohlásil: „... když slyšíme takové provolání a slogan jako ‚Pravoslaví, nebo smrt!‘, musíme se podobných kazatelů obávat... V dnešní době se čas od času objevují falešní učitelé, kteří svádí lid na scestí tím, že ho vyzývají k záchraně pravoslaví, k záchraně jeho čistoty a přitom opakují ono nebezpečné, hříšné a vnitřně protikladné heslo ‚Pravoslaví nebo smrt!‘“ Některé zde vyslovené patriarchovy výroky vyvolaly kritiku řady pravoslavných věřících. 11. března 2009 při návštěvě Tuly prohlásil, že hlavním kritériem při hodnocení činnosti církve musí být mravní stav společnosti, a nikoli plné chrámy.
31. března 2009 byl jmenován prozatímně do čela Kaliningradské eparchie. 16. dubna 2009 na Zelený čtvrtek po skončení liturgie v chrámu zasvěceném Křtu Páně (Bogojavlenskij sobor) vykonal obřad mytí nohou – „poprvé v moderních dějinách“.
Dne 29. dubna 2009 během schůzky s předsedkyní vlády Ukrajiny Julií Tymošenkovou prohlásil: „Pro Ruskou pravoslavnou církev je Kyjev naší Konstantinopolí s její svatou Sofií, je to duchovní centrum a jižní hlavní město ruského pravoslaví.“ 4.–6. července 2009 vykonal svou první zahraniční návštěvu ve funkci nejvyššího představitele Ruské pravoslavné církve, a to do Konstantinopolského patriarchátu (Turecko). Podle závěrů jeho jednání s ekumenickým patriarchou Bartolomějem pozorovatelé usuzovali na zlepšení tradičně (od novověku) napjatých vztahů mezi oběma patriarcháty. Setkal se rovněž s tureckým premiérem Recepem Erdoganem a představitelem Úřadu pro náboženské záležitosti při úřadu vlády Turecka.
Návštěva Ukrajiny na pozvání Synodu Ukrajinské pravoslavné církve, prohlášená za pastýřskou, ač podle názoru některých expertů a politiků měla ryze politický charakter a cíle, ve dnech 27. července až 5. srpna 2009 byla v Kyjevě provázena lokálními nepokoji a protestními akcemi ukrajinských nekanonických církevních jurisdikcí. 29. července na setkání s klérem, laiky, učiteli a studenty Kyjevské duchovní akademie, konané v Kyjevskopečerské lávře, kritizoval „vliv osvícenských idejí a filosofických idejí liberalismu na západní teologii“.
Dne 25. září 2009 se během návštěvy v Bělorusku setkal s prezidentem Alexandrem Lukašenkem a prohlásil mimo jiné: „Církev je vždy připravena podporovat posílení a rozvíjení svazku bratrských států a napomáhat dialogu běloruského vedení s ruskými úřady.“ V projevu k národu v chrámu Všech svatých v Minsku řekl, že sebe vnímá „jako patriarchu národa, jenž vyšel z kyjevské křestní lázně“, což znamená, že moskevský patriarchát nehodlá vytvářet hranice své církevní jurisdikce novými státními hranicemi, jež vznikly po rozpadu SSSR. Tím zpochybnil „reálnost“ suverenity „mnoha zemí“ a vysvětlil, že „ve světě existuje mnoho zemí, jež se pokládají za suverénní, ale které nejsou schopné jednat, a to i na mezinárodním poli, v plném souladu se svými národními zájmy“.
Ve svém vystoupení na Arcijerejské radě 2. února 2010 mimo jiné hovořil o vztazích s římskokatolickou církví během roku 2009 a prohlásil, že pozitivní tendence v dialogu s ní „se dále rozvíjely“: „Naše stanoviska k mnoha problémům, jež před křesťany staví současný svět, se shodují. K těmto problémům patří agresivní sekularizace, globalizace, rozplývání norem tradiční morálky. Je třeba zdůraznit, že k těmto otázkám zaujímá papež Benedikt XVI. podobně důslednou pozici jako pravoslavná církev.
25. února 2010, v den nástupu do funkce čtvrtého prezidenta Ukrajiny V. F. Janukoviče spolu s metropolitou kyjevským a veškeré Ukrajiny Vladimirem (Sabodanem), sloužil před inauguračním obřadem prosebnou bohoslužbu v Kyjevsko-pečerské lávře a obrátil se – poprvé v dějinách Ukrajiny – s kázáním k nejvyššímu představiteli Ukrajiny. Účast patriarchy na inauguraci prezidenta cizího státu (první takový akt v dějinách moskevského patriarchátu) vyvolala kritiku řady ukrajinských politiků.
V listopadu 2010 v souvislosti s nárůstem nespokojenosti v katolických kruzích v Rusku s předáním více než deseti katolických a protestantských kostelů v Kaliningradské oblasti do vlastnictví Ruské pravoslavné církve vystoupil se zvláštním provoláním v regionální televizi a prohlásil, že kultovní objekty budou využívány zde se nacházejícími kulturními institucemi, jak bude libo, nebo do té doby, než se přestěhují do budov, jež pro ně budou vystavěny.
Roku 2011 vykonal 21 arcipastýřských návštěv v 19 eparchiích Ruska, Ukrajiny a Moldávie. Podle výsledků sociologického průzkumu z konce června 2010 realizovaného Všeruským centrem pro výzkum veřejného mínění k němu pociťuje úctu 46 % respondentů, budí naděje ve 27 %, důvěru k němu pociťuje 19 % a sympatie 17 % dotázaných. Nedůvěru k němu chovají 4 %, zklamání pociťují 2 %, lhostejnost 13 %, antipatie vyvolává u 1 % dotázaných. Stejné procento občanů ho odsuzovalo nebo vnímalo skepticky.
Dne 12. února 2016 se patriarcha Kirill sešel s papežem Františkem, což bylo první setkání mezi hlavami Katolické + římskokatolické a Ruské pravoslavné církve v dějinách.

## Členství v konzultačních a jiných státních orgánech
Od 13. ledna 1995 člen Veřejné rady při úřadu předsedy vlády pro otázky regulace situace v Čečensku.
Od 24. května 1995 člen prezídia Komise při úřadu prezidenta Ruské federace pro udílení státních vyznamenání Ruské federace v oblasti literatury a umění.
Od 2. srpna 1995 do 28. května 2009 člen Rady pro spolupráci s náboženskými uskupeními při úřadu prezidenta Ruské federace (znovu jmenován členem rady 13. října 1996, 17. března 2001, 7. února 2004). Od 19. února 1996 člen kolegia Ruského státního námořního historicko-kulturního centra (Námořního centra).
Od 4. prosince 1998 člen Ruského organizačního výboru pro přípravu oslav třetího tisíciletí a 2000 let křesťanství.
Od 10. října 2005 člen organizačního výboru pro realizaci Roku Ruské federace v Čínské lidové republice a Roku Čínské lidové republiky v Ruské federaci. Od 1. září 2007 člen organizačního výboru pro realizaci Roku Ruské federace v Indické republice a Roku Indické republiky v Ruské federaci.

## Majetek
Podle ruského investigativního média Projekt (Проект) vlastnil Kirill na své občanské jménu v říjnu 2020 tři nemovitosti, 145 metrový byt v Doma na nábřeží v Moskvě s odhadovanou hodnotou 70 mil. rublů (asi 21 mi. Kč), další 38 metrový byt v Moskvě s odhadovanou hodnotou 12 mil. rublů (asi 4 mil. Kč) a 83 metrový byt v Petrohradu s odhadovanou hodnotou 9 mil. rublů (asi 3 mil. Kč). Jeho dvě sestřenice pak vlastní dalších šest nemovitostí s odhadovanou hodnotou 134 mi. rublů (asi 40 mi. Kč). Jako patriarcha dále může osobně využívat dalších 20 rezidencí patřících pravoslavné církvi či jejím podřízeným organizacím. Mezi tyto patří i luxusní rezidence v Divnomorsku na pobřeží Černého moře, nedaleko Putinova paláce.

## Kritika

### Spolupráce s KGB
Od počátku 90. let je Kirill obviňovaný ze spolupráce s KGB během sovětské éry. Jeho údajné krycí jméno bylo "Michajlov".

### Zahraniční vztahy
Během své cesty po Latinské Americe se 20. října 2008 sešel s 1. tajemníkem Komunistické strany Kuby Fidelem Castrem. Castro ho označil za spojence v boji proti „americkému imperialismu". Kirill Fidelovi a Raúlovi Castrovi udělil Řád Svatého Daniela Moskevského na památku patriarchy Alexije II. za rozhodnutí postavit kostel Ruské pravoslavné církve v Havaně pro ruské exulanty.
Kirill v roce 2010 „srdečně pogratuloval" Alexandru Lukašenkovi k vítězství v běloruských prezidentských volbách, které Lukašenko vyhrál s 80 % hlasů. Volby provázelo násilí a byly označovány za zmanipulované.

### Podpora Vladimira Putina a ruské invaze na Ukrajinu
Během setkání moskevských církevních představitelů 8. února 2012 v Moskvě Kirill popsal Putinovu éru za "Boží zázrak" a zkritizoval jeho oponenty. V listopadu 2022 veřejně prohlásil, že jako patriarcha zastupující celou církev má s prezidentem Putinem jednomyslnost ve velmi důležitých otázkách naší doby. V únoru 2023 Putinovi požehnal s tím, že “odvážně hájí skutečnou suverenitu země”.
V roce 2022 patriarcha Kirill vyjádřil veřejně podporu ruské invazi na Ukrajinu. Ve snaze posílit odhodlání ruských vojáků bojovat tvrdil, že ti kdo v boji padnou, jsou automaticky očištěni od hříchů. Řekl, že „pokud někdo, hnán pocitem povinnosti a potřebou splnit přísahu, jde udělat to, co od něj služba žádá, a tato osoba zemře při výkonu služby, pak bezpochyby vykonala čin rovný sebeobětování. Obětuje se pro druhé. A jsme přesvědčeni, že tato oběť smyje všechny hříchy, kterých se tato osoba dopustila".
Území Ukrajiny považuje z historického a náboženského hlediska za součást Ruska, proto všechny, kdo bojují proti jednotě Ruska a Ukrajiny, označil v únoru 2022 za „síly zla“. Ukrajinci jsou podle jeho názoru pod vlivem „zkažené západní morálky“, ruská invaze je pak podle něj „boj metafyzických rozměrů“ za „duchovní očištění Ukrajiny“ a „spásu lidstva“.

### Pussy Riot
V únoru 2012 v době masopustu členky dívčí punkové skupiny Pussy Riot vtrhly v pestrobarevném oblečení a kuklách do Katedrály Božího zjevení v Jelochovu a do Katedrály Krista Spasitele a zde recitovaly punkovou modlitbu „Bohorodičko, vyžeň Putina!“. Vulgární text písně, napodobující pravoslavné liturgické písně, kritizoval Vladimira Putina a politizaci ruské pravoslavné písně, včetně samotného Kirilla, na jehož adresu uvedly: "Patriarcha Gunďaj věří v Putina. Měl by, do prdele, věřit spíš v Boha". Kirill se k incidentu dlouho nevyjadřoval, později však píseň označil za "dílo Satana" a že by dívky měly být potrestány. Podle Naděždy Tolokonnikovové, která byla jednou z vstupujících, si Kirill jako správce Katedrály Krista Spasitele po vystoupení zavolal s Vladimirem Putinem a nařídil hlavnímu zástupci duchovního správce chrámu, aby všem svým pracovníkům, kteří se stali svědky vystoupení, dal pokyn dostavit se k vyšetřovateli a poskytnout výpověď. Následoval Proces s Pussy Riot, v jehož závěrečné soudní řeči členky Pussy Riot uvedly, že Kirill zneužil svou církevní pozici k podpoře Putinovy vlády.

### Vyretušování hodinek Breguet
Kirill odmítl nařčení, že nosí švýcarské hodinky značky Breguet za více než 20 000 £ s tím, že veškeré snímky s těmito hodinkami musí být podvrhy. Tyto hodinky byly ovšem na jeho zápěstí k vidění i na jeho oficiálních webových stránkách. Na jedné byl dokonce pokus o vyretušování hodinek – na ruce hodinky chyběly, ale stále byly viditelné v odlesku na stole. Kirill poté uvedl, že lidé odpovědní za vyretušování byli „tvrdě potrestáni". Jeho mluvčí řekl, že je „neetické" diskutovat Kirillův osobní život a Ruská pravoslavná církev 4. dubna 2012 prohlásila, že jde o pomstu ze zahraničí za její podporu Putinovi: „Útoky přicházejí především v předvolebním a povolebním období. To ukazuje na jejich politické a zároveň protiruské motivy."

## Sankční seznamy
V dubnu 2023 zařadilo Česko patriarchu Kirilla na svůj vnitrostátní sankční seznam, a to kvůli jeho podpoře ruské invaze na Ukrajinu. Pro patriarchu to znamená například zákaz vstupu do Česka, znemožnění jakýchkoli finančních operací skrze české subjekty nebo zmrazení případného majetku v zemi. Kiril je také na sankčních seznamech Austrálie, Kanady, Spojeného království a Ukrajiny. Měl být také na sankčním seznamu Evropské unie, jeho zařazení na tento seznam však vetovalo Maďarsko.

## Vyznamenání

### Řády
- Řád přátelství mezi národy – Sovětský svaz, 3. června 1988 – a aktivní udržování míru[32]
- Řád přátelství – Rusko, 28. prosince 1995 – za služby státu a úspěchy dosažené při realizaci komplexního programu výstavby, rekonstrukce a restaurování historických a kulturních objektů v Moskvě[33]
- Řád Za zásluhy o vlast III. třídy – Rusko, 11. srpna 2000 – za velký přínos k posílení občanského míru a oživení duchovních a morálních tradic[34]
- Řád Za zásluhy o vlast II. třídy – Rusko, 20. listopadu 2006 – za velký osobní přínos k rozvoji duchovních a kulturních tradic a za posílení přátelství mezi národy[35]
- Řád přátelství mezi národy – Bělorusko, 8. prosince 2009 – a významný přínos k budování jednoty, posílení přátelských vztahů mezi Běloruskem a Ruskem[36][37]
- Řád cti – Ázerbájdžán, 24. dubna 2010 – za služby při rozvoji přátelských vztahů mezi Ázerbájdžánem a Ruskem[38]
- Řád Alexandra Něvského – Rusko, 7. ledna 2011 – za zvláštní osobní služby vlasti při uchovávání duchovních a kulturních tradic[39]
- Řád republiky – Moldavsko, 9. října 2011 – za zvláštní zásluhy při zachování a zvyšování duchovních a morálních hodnot, za mnoho let plodné práce za posílení pravoslavných tradic a za přínos k rozvoji a prohlubování vazeb mezi ruským a moldavským národem[40][41]
- Řád Mesropa Maštoce – Arménie, 28. listopadu 2011 – v souvislosti s 65. výročím jeho narozenin a za jeho významný přínos k prohloubení tradice přátelství mezi Arménií a Ruskem a za přínos k zachování a rozvoj duchovních hodnot[42][43]
- velkokříž Řádu cti – Řecko, 3. června 2013 – za zvláštní zásluhy při posilování vztahů mezi Ruskem a Řeckem[44]
- Řád knížete Jaroslava Moudrého I. třídy – Ukrajina, 27. července 2013 – za vynikající církevní činnost zaměřenou na zvýšení prestiže pravoslaví ve světě[45]
- Řád José Martího – Kuba, 13. února 2016[46][47]
- Řád Za zásluhy o vlast I. třídy – Rusko, 19. listopadu 2016 – za vynikající služby v oblasti uchování a rozvoje duchovních a kulturních tradic, za aktivní vzdělávací a mírovou činnost zaměřenou na posílení přátelství mezi národy[48]
- Řád přátelství – Kazachstán, 24. května 2017 – za plodnou práci pro rozvoj kazašsko-ruských vztahů a za zásluhy o posílení míru, přátelství a spolupráce mezi Kazachstánem a Ruskem

### Medaile
- Jubilejní medaile 50. výročí vítězství ve Velké vlastenecké válce 1941–1945
- Jubilejní medaile 65. výročí vítězství ve Velké vlastenecké válce 1941–1945
- Jubilejní medaile 300 let ruského námořnictva – 1996
- Pamětní medaile 850. výročí Moskvy – 1997